# Túnel Néstor Gambetta
El Túnel Néstor Gambetta es una vía subterránea construida para la circulación de vehículos (autos y camiones en seis carriles) y para un futuro ferrocarril entre ambas vías vehiculares (en dos carriles), que está ubicada en la Provincia Constitucional del Callao en Perú y que atraviesa por debajo de la segunda pista de aterrizaje del Aeropuerto Internacional Jorge Chávez, agilizando el tráfico de norte a sur y viceversa. 

## Características y objetivo
Tiene una longitud de 960 metros y es uno de los pocos túneles en el mundo por debajo de una pista de aterrizaje de aviones.
El túnel tiene el propósito de facilitar el tráfico en la avenida Néstor Gambetta, uniendo los distritos de Ventanilla y Callao y atendiendo a una importante zona logística próxima al principal puerto peruano del Callao.
La construcción del túnel estuvo a cargo del Consorcio Túnel Callao integrado por las empresas constructoras Andrade Gutiérrez, Queiroz Galvao e ICCGSA, y con una inversión aproximada a los S/.834 millones. La construcción empezó en 29 de noviembre de 2014 y se terminó el 27 de julio de 2017.